# Joséphine de Meaux

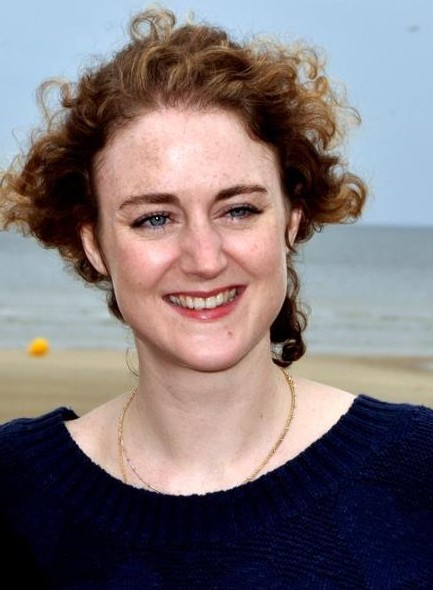
Joséphine de Meaux (2012)

Joséphine de Meaux (* 23. Januar 1977 in Boulogne-Billancourt, Île-de-France) ist eine französische Schauspielerin.

## Leben
Joséphine de Meaux studierte von 1999 bis 2002 Schauspiel am Conservatoire national supérieur d’art dramatique in Paris. Anschließend spielte sie Theater und debütierte in dem 2003 erschienenen Thriller-Drama Wer tötete Bambi? von Gilles Marchand in einer kleinen Rolle als dumme Krankenschwester an der Seite von Sophie Quinton und Catherine Jacob auf der Leinwand.

## Filmografie (Auswahl)
- 2003: Wer tötete Bambi? (Qui a tué Bambi?)
- 2005: Unruhestifter (Les amants réguliers)
- 2006: Hilfe, Ferien! (Nos jours heureux)
- 2011: Nathalie küsst (La délicatesse)
- 2011: Who Killed Marilyn? (Poupoupidou)
- 2011: Ziemlich beste Freunde (Intouchables)
- 2012: Les vacances de Ducobu
- 2014: Les gazelles
- 2015: Dämonen und Wunder (Dheepan)
- 2021: Les fantasmes
- 2024: Liebesbriefe aus Nizza (N’avoue jamais)